# Boston (banda)
Boston é uma banda americana de hard rock que atingiu sucesso notável nas décadas de 1970 e 1980. Centrado no multi-instrumentista fundador e líder Tom Scholz, a banda é um marco de playlists de rádio classic rock.
A banda é mais conhecida pelos singles More Than a Feeling, Peace of Mind, Rock And Roll Band,  Foreplay/Long Time, Don't Look Back, Smokin', Amanda e I need your love, Feelin' Satisfied. Já venderam aproximadamente 32 milhões de discos.

## Formação original
- Tom Scholz (1976-presente)
- Brad Delp (1976-1989, 1994-2007)
- Barry Goudreau (1976-1981)
- Sib Hashian (1976-1983)
- Fran Sheehan (1976-1983)

## Discografia
- 1976 - Boston
- 1978 - Don't look back
- 1986 - Third Stage
- 1994 - Walk on
- 2002 - Corporate America
- 2013 - Life,Love & Hope

## Coletâneas
- 1997 - Greatest Hits